# Tinka Dineva
Tinka Dineva (in bulgaro Тинка Динева?; 17 giugno 1941 – 1º febbraio 2021) è stata una cestista bulgara.

## Carriera
Con la Bulgaria disputò i Campionati mondiali del 1964 e due edizioni dei Campionati europei (1964, 1966).